# 米水津湾
米水津湾（よのうづわん）は、大分県佐伯市（旧米水津村）にある湾。

## 概要
大分県南部のリアス式海岸に位置し、豊後水道に向かって開いた湾で、北側を鶴見半島、南側をキシメギ崎に囲まれる。湾内の鶴見半島南側には横島が浮かび、湾の南側のキシメギ崎の延長には地黒島と沖黒島が浮かぶ。
米水津という名は、神武天皇が東征の途上でこの湾に立ち寄り、米と水を補給したことに由来するといわれる。
米水津湾には大きな川が流れ込まず生活排水が少ない上、豊後水道からの潮流により海水が入れ替わるため、富栄養化の問題がなく、良好な漁場となっており、湾内ではブリの養殖も行われている。
沿岸全域及び横島、地黒島、沖黒島が日豊海岸国定公園に指定されている。北部には間越海水浴場（はざこかいすいよくじょう）がある。

## 湾内の島
- 横島 - 無人島。観音崎の南約400m。
- 地黒島 - 無人島。キシメギ埼の南東約1km。
- 沖黒島 - 無人島。キシメギ埼の南東約2km。面積約8.5ha（0.085km2）、周囲約1.6km。

## 位置
- 米水津湾 - 地理院地図
- 米水津湾 - Google マップ